# Luân Đài
Luân Đài (giản thể: 轮台县; phồn thể: 輪台縣; bính âm: Lúntái Xiàn; Uyghur: بۈگۈر ناھىيىسى‎, ULY: Bügür Nah̡iyisi, UPNY: Bügür Nahiyisi?) là một huyện của Châu tự trị Bayin'gholin, khu tự trị Tân Cương, Trung Quốc. Luân Đài có một lịch sử liên kết lâu dài với lịch sử Trung Hoa. Khi bắt đầu cuộc chiến với Hung Nô, Hán Vũ Đế đã đem quân đến chinh phục vùng đất này.

### Trấn
- Luân Đài 轮台镇
- Luân Nam 轮南镇
- Quần Ba Khắc 群巴克镇
- Dương Hà 阳霞镇

### Hương
| - Cáp Nhĩ Ba Khắc 哈尔巴克乡 - Dã Vân Câu 野云沟乡 - A Khắc tát Lai 阿克萨来乡 - Tháp nhĩ Lạp Khắc 塔尔拉克乡 | - Thảo Hồ 草湖乡 - Thiết Nhiệt Khắc Ba Trát 铁热克巴扎乡 - Sách Đại Nhã 策大雅乡 |